# Stazione di Orta-Miasino
Stazione di Orta-Miasino vasútállomás Olaszországban, Orta San Giulio településen.

## Vasútvonalak
Az állomást az alábbi vasútvonalak érintik:
- Domodossola-Novara-vasútvonal

## Kapcsolódó állomások
A vasútállomáshoz az alábbi állomások vannak a legközelebb:
- Stazione di Pettenasco
- Stazione di Corconio-Ameno